# Franz Jung (Bischof)

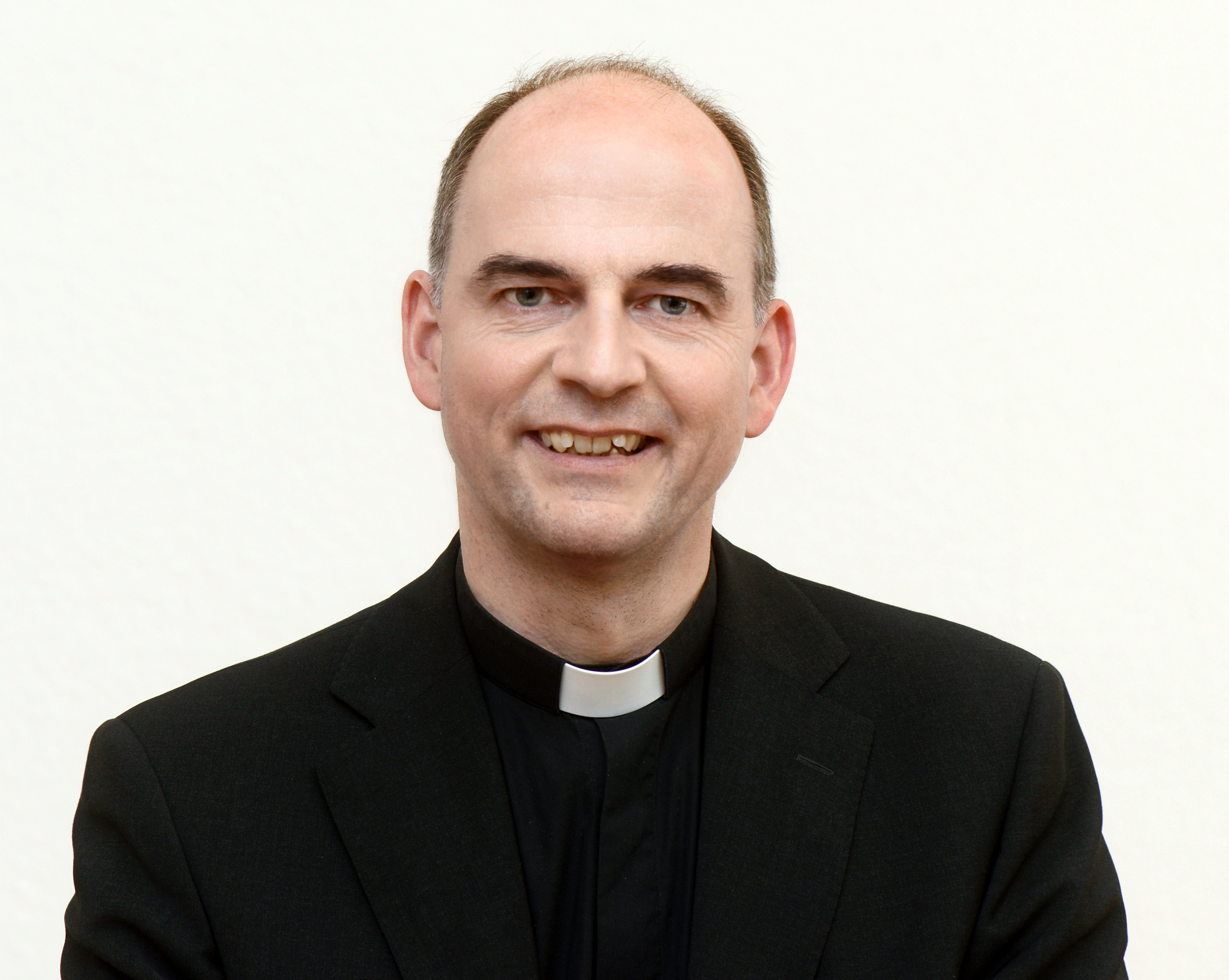
Franz Jung (2018)

Franz Jung (* 4. Juni 1966 in Mannheim) ist ein deutscher Geistlicher und römisch-katholischer Bischof von Würzburg.

## Leben
Franz Jung wuchs in Ludwigshafen am Rhein auf und besuchte dort das staatliche Theodor-Heuss-Gymnasium. Er trat als Priesteramtskandidat in das Herzogliche Georgianum in München ein und studierte Philosophie und Katholische Theologie an der von Jesuiten geleiteten Päpstlichen Universität Gregoriana in Rom, wo er im ebenfalls jesuitischen Collegium Germanicum wohnte. Am 10. Oktober 1992 empfing er in Rom für das Bistum Speyer die Priesterweihe durch den damaligen Bischof von Limburg, Franz Kamphaus. 1993 absolvierte er am Päpstlichen Bibelinstitut ein Lizenziatsstudium in biblischer Theologie.
Im Februar 1998 begann er seine Tätigkeit als Kaplan in der Pfarrei St. Anton in Pirmasens. Im Sommersemester 1996 amtierte er als Subregens im Herzoglichen Georgianum. Im Fach Neues Testament wurde er im akademischen Jahr 2000/01 an der Katholisch-Theologischen Fakultät der Ludwig-Maximilians-Universität München promoviert, sein Doktorvater war Joachim Gnilka, der Zweitgutachter Hans-Josef Klauck.
Im August 2001 wurde er zum Kaplan in der Dompfarrei Speyer ernannt und war Sekretär von Bischof Anton Schlembach. Ein Jahr später wurde Jung Leiter der Gemeindeseelsorge im Ordinariat in Speyer, 2007 übernahm er zudem als Bischofsvikar die Leitung für die Ordensgemeinschaften im Bistum Speyer.
Am 28. November 2008 wurde er zum Domkapitular des Speyerer Doms gewählt. Am 16. Dezember 2008 erfolgte die Ernennung zum Generalvikar durch Bischof Karl-Heinz Wiesemann. Amtsantritt war am 1. Januar 2009. Sein Nachfolger in diesem Amt wurde 2018 Andreas Sturm.
2012 wurde er von Pro-Großmeister Edwin Frederick O’Brien zum Komtur des Ritterordens vom Heiligen Grab zu Jerusalem ernannt und am 12. Mai 2012 in der Münchner Jesuitenkirche St. Michael durch Reinhard Kardinal Marx, Großprior der deutschen Statthalterei, investiert. 2019 erfolgte die Ernennung zum Großoffizier des Päpstlichen Laienordens. Franz Jung ist Mitglied des Deutschen Vereins vom Heiligen Lande. Er ist den Gemeinschaften von Jerusalem eng verbunden. Am 27. Oktober 2023 wurde Franz Jung von der KDStV Gothia Würzburg im CV als Ehrenmitglied aufgenommen.
Papst Franziskus ernannte Franz Jung am 16. Februar 2018 zum 89. Bischof von Würzburg. Die Bischofsweihe spendete ihm der Erzbischof von Bamberg, Ludwig Schick, am 10. Juni desselben Jahres im Würzburger Kiliansdom. Mitkonsekratoren waren der Bischof von Speyer, Karl-Heinz Wiesemann, und Jungs Amtsvorgänger Friedhelm Hofmann.

## Positionen (Auswahl)
2021 verteidigte Jung den Synodalen Weg in Deutschland gegen Kritik. Er bestritt die „Gefahr eines deutschen Sonderwegs, der zur Spaltung der Kirche beitragen könnte“ und wies die Kritik, „im Synodalen Weg würden gleich einem Kirchenparlament Reformen durch Mehrheitsbeschlüsse durchgesetzt“, zurück.

## Wappen und Wahlspruch

Bischofswappen

Blasonierung: Der gevierte Wappenschild zeigt oben vorne und unten hinten den Frankenrechen (für das Bistum Würzburg) und oben hinten und unten vorne auf blauem Grund einen silbernen Anker als Symbol des Glaubens und der Treue. Der Anker ist entlehnt aus dem Wappen von Jungs Heimatstadt Ludwigshafen, Blau und Silber stehen für das Bistum Speyer. Hinter dem Wappenschild das goldene Bischöfliche Kreuz. Darüber der grüne bischöfliche Prälatenhut mit zwölf herabhängenden Quasten. Unter dem Wappen im Spruchband der Wahlspruch des Bischofs: Spem ancoram animae – Die Hoffnung als Anker der Seele als verkürztes Zitat aus dem Hebräerbrief (Hebr 6,18–20 ).

## Schriften
- Sōtēr. Studien zur Rezeption eines hellenistischen Ehrentitels im Neuen Testament. Aschendorff, Münster 2002, ISBN 3-402-04787-X. Rezensionen (u. a.): Klaus Berger: Welt voller Retter. In: Frankfurter Allgemeine Zeitung, 10. Juli 2002, Nr. 157, S. 36 (online); Reinhard Feldmeier, in: Theologische Literaturzeitung 2003 (online).
- „Herr, gib mir dieses Wasser, damit ich keinen Durst mehr habe“ (Joh 4,15). Die Samariterin am Jakobsbrunnen als Paradigma für „Katechese in veränderter Zeit“. In: Thomas Schmeller (Hrsg.): Neutestamentliche Exegese im 21. Jahrhundert. Grenzüberschreitungen. Für Joachim Gnilka. Herder, Freiburg 2008, ISBN 978-3-451-29933-9, S. 319–344.
- Habt ihr ihn gesehen, der meine Seele liebt? (Hld 3,3). Das Hohelied Salomos und seine Auslegung in Geschichte und Gegenwart. In: Edith Düsing, Hans-Dieter Klein (Hrsg.): Geist, Eros und Agape. Untersuchungen zu Liebesdarstellungen in Philosophie, Religion und Kunst. Königshausen & Neumann, Würzburg 2009, S. 121–146, ISBN 978-3-8260-3923-2.
- Hilarius von Arles, Leben des hl. Honoratus. Eine Textstudie zu Mönchtum und Bischofswesen im spätantiken Gallien mit lateinisch-deutschem Text des „Sermo“ sowie zweier Predigten über den hl. Honoratus von Faustus von Riez und Caesarius von Arles. Carthusianus-Verlag, Fohren-Linden 2013, ISBN 978-3-941862-13-5.